# Короїди
Корої́ди (лат. Scolytinae Latreille 1804) — невелика група твердокрилих, раніше розглядалася як родина (лат. Scolytidae), проте наразі знижена в ранзі до підродини довгоносиків.  
Значний внесок у вивчення біології цих комах зробив український ентомолог М. С. Грезе.

## Морфологія

Короїди — пастка

### Імаго
Довжина 0,8-12 мм. Тіло циліндичне, вершини надкрил часто з виїмкою, оточеною зубцями (так звана «тачка»), що слугує для викидання бурового борошна із ходів. Від справжніх довгоносиків відрізняються нерозвиненою головотрубкою.

### Личинка
Личинки С-подібні, безногі, з твердими покривами голови.

## Біологія та життєві цикли
Рослиноїдні, більшість видів пов'язані з деревами. Імаго і личинки живуть під корою, рідше в деревині стовбурів, гілок чи коренів. Прокладають складні ходи, доволі постійної форми для кожного виду. Молоді жуки виходять назовні, прогризаючи в корі отвори для вильоту. Подібні отвори часто прогризаються і для вентиляції ходів. Літ навесні — на початку літа.

## Екологія

### Шкодочинність

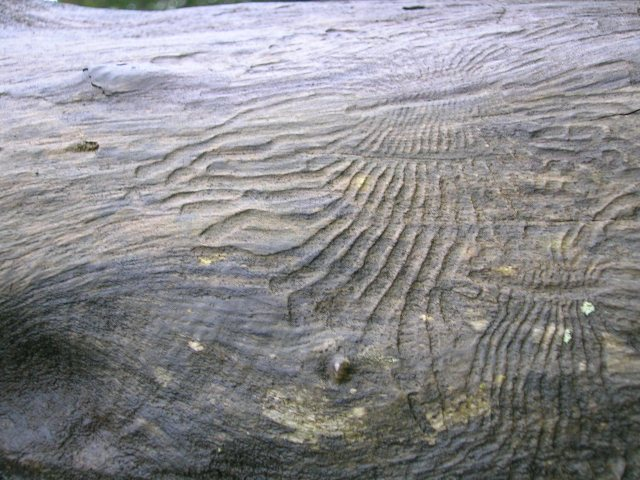
Ходи личинок одного з видів короїдів.

Можуть пошкоджувати більшість лісових порід, особливо хвойних. Зазвичай вражають хворі та послаблені дерева. Життєві цикли цих комах вивчали та розробляли засоби захисту від них дерев І. Я. Шевирьов, О.І. Воронцов і український ентомолог С.О. Мокржецький.